# رسپلتین (دهانه)
رسپلتین یک دهانه برخوردی در ماه‌ است.